# Кун, Кэрри
Кэ́рри Алекса́ндра Кун (англ. Carrie Alexandra Coon, род. 24 января 1981, Копли, Огайо, США) — американская актриса.

## Биография
Кэрри Кун родилась и выросла в Копли, штат Огайо, в семье Полы (урождённой Плоэнс) и Джона Кун. У неё есть старшая сестра и три брата. В 1999 году она окончила среднюю школу Копли. В 2003 году Кун получила степень бакалавра английского и испанских языков в университете Маунт Юнион, а в 2006 — степень магистра искусств в актёрском мастерстве в Висконсинском университете в Мадисоне.
После четырёх лет работы в театре Висконсина Кун переехала в Чикаго, чтобы продолжить карьеру на большой сцене. В 2010 году Кун взяла на себя роль в чикагской постановке «Кто боится Вирджинии Вулф?», а в начале 2013 года повторила эту роль в бродвейской версии пьесы, за что впоследствии выиграла награду «Theatre World», а также получила номинацию на премию «Тони» за лучшую женскую роль второго плана в пьесе. В 2011 году, после пяти лет на сцене, Кун дебютировала на телевидении в эпизоде недолго просуществовавшего шоу NBC «Клуб «Плейбоя»», а затем была гостем в таких сериалах, как «Закон и порядок: Специальный корпус», «Айронсайд» и «Искусственный интеллект».
После номинации на премию «Тони» в 2014 году Кун получила роль Норы Дарст в сериале HBO «Оставленные». Одновременно с этим она дебютировала на большом экране в фильме «Исчезнувшая» режиссёра Дэвида Финчера. В 2016 году она выиграла награду премии «Выбор телевизионных критиков» за роль в «Оставленных».
В 2017 году Кун исполнила главную роль в третьем сезоне сериала-антологии «Фарго», за которую получила номинацию на премию «Эмми» в категории «Лучшая женская роль в мини-сериале или фильме». Кун также выиграла премию Ассоциации телевизионных критиков за личные достижения в драме за «Оставленных» и «Фарго».

## Личная жизнь
С сентября 2013 года Кун замужем за драматургом и актёром Трейси Леттсом. У супругов есть сын — Хаскелл Леттс (род. 13.03.2018).

## Фильмография

### Кино
| Год  | Название на русском                      | Оригинальное название                 | Роль               | Примечания |
| ---- | ---------------------------------------- | ------------------------------------- | ------------------ | ---------- |
| 2014 | Исчезнувшая                              | Gone Girl                             | Марго Данн         |            |
| 2016 | Непривычная погода                       | Strange Weather                       | Бёрд Ритт          |            |
| 2017 | Останься со мной                         | The Keeping Hours                     | Элизабет           |            |
| 2017 | Иззи прётся через город                  | Izzy Gets the F*ck Across Town        | Вирджиния          |            |
| 2017 | Секретное досье                          | The Post                              | Мэг Гринфилд       |            |
| 2018 | Наследие охотника на белохвостого оленя  | The Legacy of a Whitetail Deer Hunter | миссис Фергюсон    |            |
| 2018 | Мстители: Война бесконечности            | Avengers: Infinity War                | Проксима Полночная |            |
| 2018 | Вдовы                                    | Widows                                | Аманда             |            |
| 2018 | Кин                                      | Kin                                   | Морган Хантер      |            |
| 2020 | Гнездо                                   | The Nest                              | Элисон             |            |
| 2021 | Охотники за привидениями: Наследники     | Ghostbusters Afterlife                | Келли Спенглер     |            |
| 2023 | Бостонский душитель                      | Boston Strangler                      | Джин Коул          |            |
| 2024 | Охотники за привидениями: Леденящий ужас | Ghostbusters: Hell’s Kitchen          | Келли Спенглер     |            |

### Телевидение
| Год       | Название на русском                 | Название на английском            | Роль               | Примечания                           |
| --------- | ----------------------------------- | --------------------------------- | ------------------ | ------------------------------------ |
| 2011      | Клуб «Плейбоя»                      | The Playboy Club                  | Дорис Холл         | Эпизод: «An Act of Simple Duplicity» |
| 2013      | Закон и порядок: Специальный корпус | Law & Order: Special Victims Unit | Талия Блейн        | Эпизод: «Girl Dishonored»            |
| 2013      | Айронсайд                           | Ironside                          | Рэйчел Райан       | Эпизод: «Pilot»                      |
| 2014      | Искусственный интеллект             | Intelligence                      | Луэнн Вик          | Эпизод: «Patient Zero»               |
| 2014—2017 | Оставленные                         | The Leftovers                     | Нора Дёрст         | Главная роль; 23 эпизода             |
| 2017      | Фарго                               | Fargo                             | Глория Бергл       | 10 эпизодов                          |
| 2018      | Грешница                            | The Sinner                        | Вера Уокер         | 8 эпизодов                           |
| 2021      | Что если…?                          | What If…?                         | Проксима Полночная | мультсериал                          |
| 2022      | Позолоченный век                    | The Gilded Age                    | Берта Рассел       | главная роль                         |
| 2025      | Белый лотос                         | The White Lotus                   | Лори               | Главная роль (сезон 3)               |

## Награды и номинации
| Год  | Ассоциация                               | Категория                                                 | Номинированная работа      | Результат |
| ---- | ---------------------------------------- | --------------------------------------------------------- | -------------------------- | --------- |
| 2013 | Награда «Theatre World»                  |                                                           | Кто боится Вирджинии Вулф? | Победа    |
| 2013 | Премия «Тони»                            | Лучшая актриса второго плана в пьесе                      | Кто боится Вирджинии Вулф? | Номинация |
| 2014 | Премия «Империя»                         | Лучший женский дебют                                      | Исчезнувшая                | Номинация |
| 2014 | Ассоциация критиков Финикса              | Лучшая женская роль второго плана                         | Исчезнувшая                | Номинация |
| 2014 | Ассоциация критиков Сент-Луиса           | Лучшая женская роль второго плана                         | Исчезнувшая                | Номинация |
| 2014 | Ассоциация критиков Сан-Диего            | Лучшая женская роль второго плана                         | Исчезнувшая                | Номинация |
| 2015 | Выбор телевизионных критиков             | Лучшая женская роль второго плана в драматическом сериале | Оставленные                | Номинация |
| 2016 | Выбор телевизионных критиков             | Лучшая женская роль в драматическом сериале               | Оставленные                | Победа    |
| 2017 | Премия Ассоциации телевизионных критиков | Личные достижения в драме                                 | Оставленные и Фарго        | Победа    |
| 2017 | Прайм-тайм премия «Эмми»                 | Лучшая женская роль в мини-сериале или фильме             | Фарго                      | Номинация |
| 2018 | Выбор телевизионных критиков             | Лучшая женская роль в мини-сериале или телефильме         | Фарго                      | Номинация |
| 2018 | Премия «Спутник»                         | Лучшая женская роль в телевизионном сериале — драма       | Оставленные                | Номинация |